# Hypsopsetta guttulata
Espèce
Synonymes
- Parophrys ayresii Günther, 1862
- Pleuronichthys guttulata Girard, 1856
- Pleuronichthys guttulatus Girard, 1856 (préféré par UICN)

Statut de conservation UICN

 LC  : Préoccupation mineure
Hypsopsetta guttulata est une espèce de poissons de la famille des Pleuronectidae.